# Кременчуцький полк
Кременчуцький полк — адміністративно-територіальна і військова одиниця у Лівобережній Україні, що існувала протягом 1661—1663 років. Полковий центр — місто Кременчук (нині Полтавської області).
Створений Якимом Сомком 16 травня 1661 року з частини територій суміжних полків задля посилення лівобережного гетьманату після першого розподілу держави Б.Хмельницького. Після страти Сомка та захоплення території Тетерею полк ліквідовано, а його сотні розподілено поміж сусідніми полками.
У складі Кременчуцького полку були Максимівка, Омельник, Потоки, Остап'є, Балаклія, Білоцерківка, Устивиця, Кобеляки та інші населені пункти.